# Markus Franke
Markus Franke (* 11. Juni 1978 in Görlitz) ist ein deutscher Ministerialbeamter. Er ist seit 2025 Bevollmächtigter des Freistaates Sachsen beim Bund in der Sächsischen Staatskanzlei.

## Leben

### Ausbildung und Persönliches
Markus Franke absolvierte von 1995 bis 1998 zunächst eine Berufsausbildung zum Bankkaufmann bei der Dresdner Bank. Anschließend besuchte er von 1998 bis 2001 das Abendgymnasium in Leipzig, um von 2001 bis 2006 Politikwissenschaft, Kunstgeschichte, Kommunikations- und Medienwissenschaft in Leipzig und Zürich (Magister Artium) und European Studies in Amsterdam (Master of Arts) zu studieren.
Franke ist katholisch, ledig und hat ein Kind. Im Jahr 1996 trat er in die CDU ein.

### Laufbahn
Franke trat 2006 in den Dienst des Freistaates Sachsen. Zunächst arbeitete er von 2006 bis 2010 als persönlicher Referent der Ministerpräsidenten Georg Milbradt und Stanislaw Tillich (beide CDU) in der Sächsischen Staatskanzlei und von 2010 bis 2011 als Referent für Kommunalfinanzen/Denkmalschutz im Sächsischen Staatsministerium des Innern. Danach war er von März bis Oktober 2011 als Referent im Arbeitsstab Neue Länder im Bundesministerium des Innern und von 2011 bis 2012 als Referent für Politische Planung im Bundeskanzleramt tätig. Sodann arbeitete er von 2012 bis 2013 als Referent für Strategische Planung in der Bundesgeschäftsstelle der CDU im Konrad-Adenauer-Haus.
Im Jahr 2013 kehrte er als Leiter des Referates für Staatsmodernisierung in die Sächsische Staatskanzlei zurück, wo er dann von 2015 bis 2020 Leiter des Büros der Ministerpräsidenten Stanislaw Tillich und Michael Kretschmer (beide CDU), Chef des Leitungsstabes sowie Chef des Protokolls war. Im Anschluss war er von 2020 bis 2025 Leiter der Abteilung für Kunst im Sächsischen Staatsministerium für Wissenschaft, Kultur und Tourismus. In dieser Funktion war er Vorsitzender des Stiftungsrates der Stiftung Schlesisches Museum zu Görlitz und Mitglied des Vorstandes der Kulturstiftung des Freistaates Sachsen.
Mit Wirkung vom 1. Februar 2025 wurde Franke unter Ministerpräsident Kretschmer zum Bevollmächtigten des Freistaates Sachsen beim Bund im Amt eines Ministerialdirigenten in der Sächsischen Staatskanzlei ernannt.